# Eleutherodactylus atkinsi
Eleutherodactylus atkinsi é uma espécie de anura  da família Eleutherodactylidae.
É endémica de Cuba.